# Языки Аргентины
Разговорных языков в Аргентине насчитывается более сорока, при этом преобладает испанский язык. Доминирующим по стране в целом является так называемый риоплатский говор, развившийся в районе Буэнос-Айреса под мощным влиянием языка итальянских иммигрантов. Этот говор распространился из столицы по всему югу страны в ходе завоевания пустыни, а затем популяризован столичными СМИ в XX—XXI веках. При этом на северо-западной периферии Аргентины продолжают сохраняться испанские говоры андской разновидности (кордобский, сантьяго-дель-эстерский, жужуйский). Помимо индейских наречий и диалектов, встречаются языки различных иммигрантов.

## Индейские языки

### Существующие

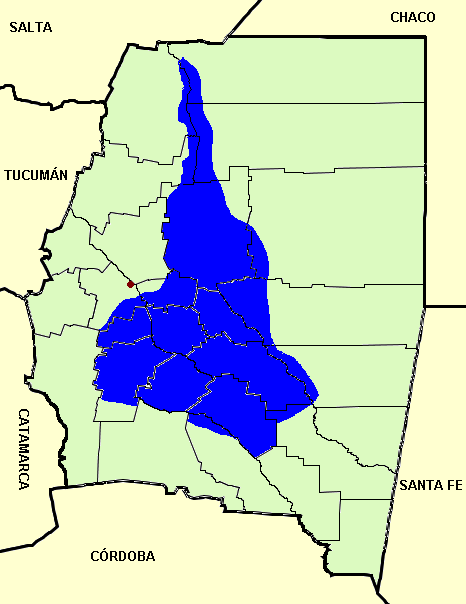
Приблизительный район распространения кечуа в провинции Сантьяго-дель-Эстеро

Наиболее распространён среди индейцев диалект языка кечуа — южный кечуа чинчай. Современный литературный кечуа также по преимуществу основан на диалектах этой группы. Южный кечуа испытал достаточно сильное влияние аймара в фонетике и лексике. В южном кечуа выделяется аргентинский кечуа. Аргентинский кечуа отличается от боливийского, хотя имеет с ним около 81 % общей лексики. К особенностям аргентинского кечуа относится стяжение звукосочетаний. Оценки количества носителей колеблются от 60 до 150—300 тысяч человек. Менее распространён арауканский язык. На нём говорит около 40 тысяч человек. Имеет достаточно большое количество диалектов — ранкыльский, леуфуский, телуче, дивиче, чубутский, мансанеро и другие.

### Языки под угрозой исчезновения
Многие аргентинские языки находятся под угрозой исчезновения. Ethnologue сообщает, что число носителей языка пуэльче — всего пять человек. Общее число говорящих на языках чонской семьи составляет около 20 человек по состоянию на 2005 год.

### Мёртвые языки
Языки абипон, какан, чане в настоящее время вымерли. Индейцы говорили на них до начала колонизации Америки. После этого языки и целые народы начали стремительно исчезать.
Абипон был языком семьи матако-гуайкуру, на нём говорили представители одноимённого племени. На языке какан говорили племена диагита и кальчаки, которые вымерли в конце XVII века или в начале XVIII века. Единственный письменный документ на этом языке был утерян. На чане говорили в провинции Сальта. Предполагается, что он представлял собой диалект или был тесно связанным с аравакской языковой семьёй. Язык хауш распространён на острове Огненная Земля.

## Языки иммигрантов
С притоком иммигрантов в Аргентину начали формироваться диалекты на основе языков приехавшего населения. Представителем иммигрантских диалектов является коколиче — итало-испанский пиджин, на котором говорили итальянские иммигранты в Аргентине в период 1880—1950 годов. В это время иммиграция из Италии в Аргентину была значительной. Итальянцы смешались с местным креольским населением, сформировав испано-итальянский язык. Однако уже второе поколение итальянцев перешло на испанский язык. В то же время сформировался лунфардо — жаргон испанского языка, сформировавшийся под влиянием итальянского языка, который был распространён в рабоче-иммигрантской среде.
В середине XX столетия, в частности после Второй мировой войны, возрос поток немецких иммигрантов. На протяжении всей войны Аргентина поддерживала Рейх и только в конце марта 1945 года объявила ему войну. Немецкие иммигранты обосновались в стране и создали бельгранодойч — язык, образованный на основе смешения немецкого и испанского языков. Он имеет хождение до сих пор, но не имеет широкого распространения.

## Иностранные языки
На китайском языке говорит по крайней мере половина из более 60 тысяч китайских иммигрантов, в основном в Буэнос-Айресе.
На валлийском (патагонском валлийском) говорят более 5000 человек в провинции Чубут.
На мокови говорят 4525 человек в провинции Санта-Фе, на мбайя-гуарани — примерно 3 тысячи человек на северо-востоке, на пилага говорят около 2000 человек в Чако. Есть 1500 носителей языка ийовухва-чороте, 50 % которых являются монолингвами. обитают в районе Чако и вдоль реки Пилькомайо.